# 이언량
이언량(李彦良)은 영해 이씨(寧海李氏)의 시조이다. 1592년(선조 25) 임진왜란 때 이순신 휘하의 군관으로서 5월 7일 옥포해전에서 돌격장으로 참전하여 대승을 거두고, 6월 2일 제2차 당포해전에서는 거북선 돌격장으로 출전, 적을 크게 격파하였다.
1598년(선조 31) 노량해전에서 왜선과 접전하던 중 왜군의 총탄에 맞아 전사하였다. 전공을 인정받아 선무원종공신(宣武原從功臣) 1등에 녹훈되었고, 경상도 울산의 충의사(忠義祠)에 배향되었다.